# Блохэй
Блохэй (Blåhaj со швед. — «синяя акула»; МФА: ['blo:'haj]), или Акула из Икеи, — плюшевая игрушка в виде синей акулы, производимая и продаваемая шведской компанией IKEA, завоевавшая известность в социальных сетях как интернет-мем, особенно в сообществе трансгендерных людей. Это привело к повышенному спросу на данную игрушку в IKEA. В некоторых регионах компания использовала ее в качестве талисмана.

## Описание
Блохэй — мягкая игрушка длиной в 100 см, напоминающая синюю акулу. Согласно IKEA, она набивается переработанным полиэстером, её можно стирать в машине при температуре 40 °C. Описание на сайте IKEA гласит, что игрушка «большая и совсем неопасная — незаменимый компаньон для тех, кто решит исследовать подводный мир». Там также говорится, что «синяя акула может проплывать большие дистанции, очень глубоко нырять и слышать звуки на расстоянии до 250 метров».
Время от времени в продажу также поступают ограниченные серии уменьшенных вариантов Блохэя (55 см в длину).
Блохэй и другие плюшевые игрушки ИКЕА имеют вышитые глаза, а не пластиковые, как у большинства игрушек, чтобы избежать риска проглатывания и удушья.

## Производство и продажа
Блохэй доступна в ИКЕА как минимум с 2010 года, ранее она была известна, как «клаппар хай» (стилизована KLAPPAR HAJ, МФА: [ˈklaparːhaj], дословно c швед. — «ласкающая акула») и была серого цвета. В 2012 ИКЕА изменила цвет ткани игрушки на синий, но сохранила название «клаппар хай» до более позднего этапа существования продукта.
Игрушка производится в Индонезии и городе Лудхиана Индии.
В ответ на популярность игрушки IKEA выпустила линейку сумок для шопинга «Блохэй», которые продаются в её магазинах в некоторых странах, таких как Тайвань и Малайзия. В Японии Блохэй использовался IKEA в качестве талисмана для маркетинговой кампании сервиса по аренде квартир Tiny Homes, а IKEA в Малайзии и Тайване продавали булочки в виде Блохэя с кунжутом и красной фасолью.
В сентябре 2021 года в Твиттер-аккаунтах ирландского и сингапурского представительств IKEA, в ответ на вопрос покупателей об игрушке, заявили, что их продажа будет прекращена в апреле 2022 года. Позже стало известно, что игрушка действительно исчезла из ассортимента IKEA в Китае, Тайване и Сингапуре. Это привело к тому, что Блохэй на короткое время стал трендом в социальных сетях, поскольку поклонники игрушки утверждали, что она «вымирает». Однако планов прекращать производство игрушки в США не имелось и там её спокойно можно приобрести.

## В культуре

Трансгендерный флаг Моника Хелмс, цвета которого похожи на цвета Блохэй.

В 2018 году акула обрела популярность в качестве интернет-мема: пользователи социальных сетей стали размещать шуточные фотографии акулы в интерьерах своих жилищ. Также Блохэй завоевал симпатии среди сообщества ЛГБТ+, особенно среди трансгендерного сообщества, что видимо не осталось незамеченным в IKEA, выпустившей серию рекламных роликов в поддержку референдума об однополых браках в Швейцарии в 2021 году с участием Блохэя. В результате у определенной аудитории он стал отождествляться с трансгендерным сообществом. Некоторые трансгендерные люди покупают или получают в подарок игрушку в качестве обряда посвящения после каминг-аута. Акула продолжает вдохновлять людей на создание мемов и сообщений в социальных сетях, таких как Instagram, Твиттер и TikTok, и пользуется спросом во многих странах. Блохэй также ненадолго появился в телесериале «Соколиный глаз», созданном Marvel Studios.
Игрушка также была выставлена в магазинах IKEA в Гонконге, чтобы продемонстрировать функциональность вакуумных пакетов на витрине магазина, что вызвало подобную, хотя и менее широкую реакцию в социальных сетях.
В ноябре 2022 года в IKEA Canada прошла акция по раздаче трансгендерным людям специального выпуска игрушек в цветах флага трансгендерного флага с вышитым на плавнике их именем. Один из них был подарен центру сексуального здоровья в Галифаксе, Новая Шотландия.